# Boggabri
Boggabri ist eine Kleinstadt im Nordosten des australischen Bundesstaates New South Wales. Die Stadt liegt zwischen Gunnedah und Narrabri am Namoi River. Sie gehört zur Local Government Area Narrabri Shire und bei der Volkszählung 2021 wurden 885 Einwohner festgestellt.

## Namensherkunft
Der Name Boggabri kommt aus der Sprache des örtlichen Aboriginesstammes der Gamilaraay. Der Ausdruck bagaaybaraay bedeutet im Deutschen wörtlich „hat Bäche“. Im Ortsnamen Boggabilla (an der Grenze zu Queensland, südlich von Goondiwindi) findet sich dasselbe Wortelement.

## Öffentliche Einrichtungen
In Boggabri gibt es zwei Grundschulen, eine staatliche und eine religiöse.
In der Stadt ist außerdem der John Prior Multi Purpose Health Service beheimatet, ein modernes Ärztezentrum, das nach einem der bekanntesten Einwohner von Boggabri, Dr. John Prior, Träger des Order of Australia, benannt wurde, der über ein halbes Jahrhundert lang in der Stadt wirkte.

## Verkehr
Boggabri liegt am Kamilaroi Highway (Australian Route 37), einem der wichtigeren Fernverkehrsstraßen in New England. Er verbindet Quirindi mit Bourke.
Der Bahnhof der Stadt liegt an der Nordwest-Eisenbahnlinie nach Mungindi, 515 Bahnkilometer von Sydney entfernt. Der 1882 eröffnete Bahnhof besteht aus einem Bahnhofsgebäude am einzigen Bahnsteig, einem Durchfahrtsgleis und einem kleinen Güterhof. Zurzeit bedient je Richtung ein dieselgetriebener Zug die Station (09:47 Uhr nach Sydney und 16:10 Uhr nach Moree).

## Tourismus

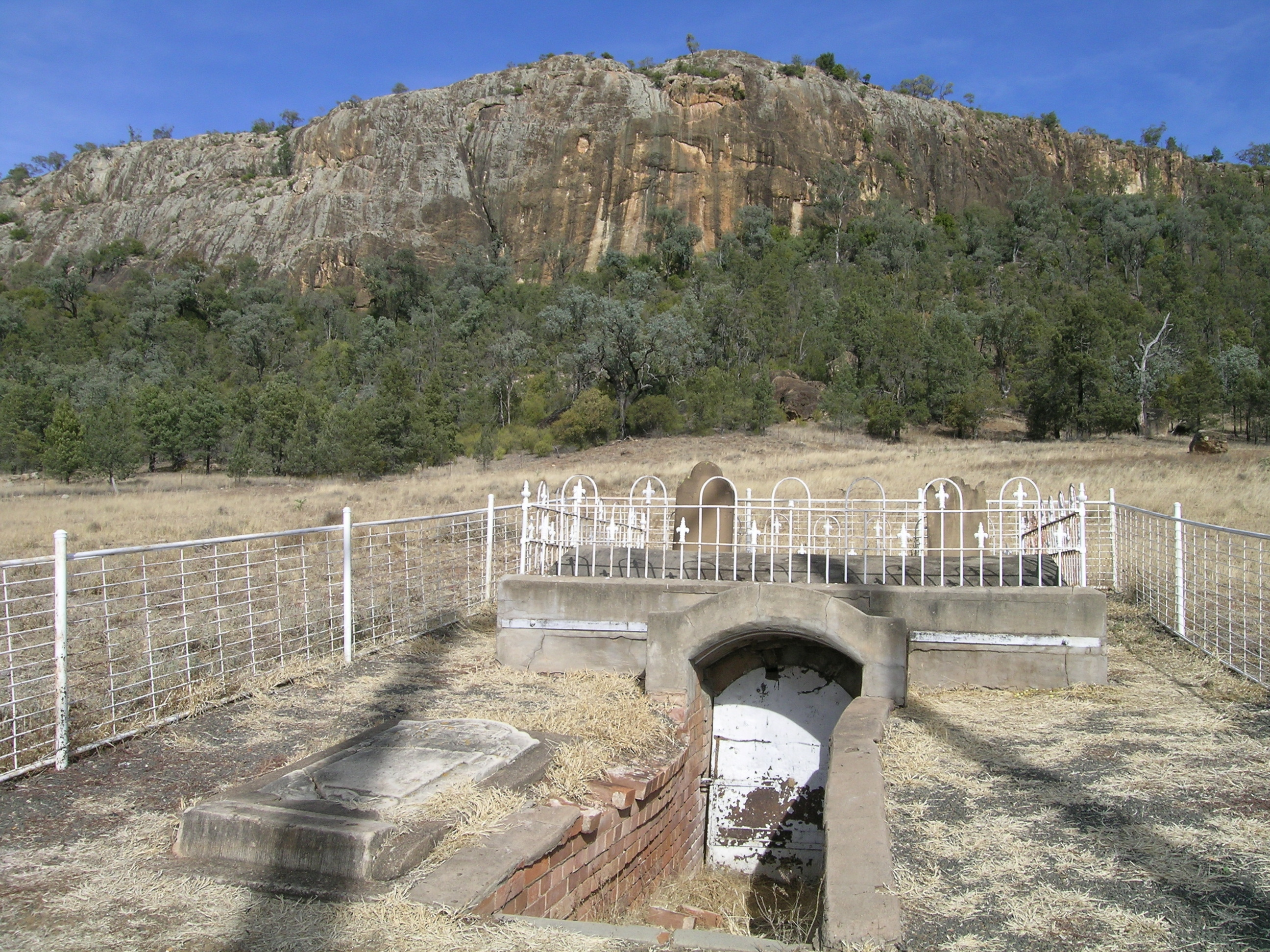
Gin's Leap am Kamilaroi Highway bei Boggabri

Fischen im Namoi River ist bei den Touristen beliebt.
Die wichtigste Touristenattraktion aber ist Gin's Leap, eine Felsklippe, die nach einem Aboriginemädchen benannt wurde, die der Sage nach im 17. oder 18. Jahrhundert von dort heruntersprang, um einer Gruppe Männer zu entkommen.

## Sport
1946 wurde der Rugbyspieler Trevor Eather aus Boggabri für die australische Rugby-Nationalmannschaft ausgewählt.

## Söhne und Töchter der Stadt
- Ben Lexcen (1936–1988), Segler